# Biapertura
Biapertura is een geslacht van kreeftachtigen uit de klasse van de Branchiopoda (blad- of kieuwpootkreeftjes).

## Soort
- Biapertura affinis (Leydig, 1860)